# Anne de Richelieu
Anne Poussard de Fors du Vigean, hertiginna de Richelieu, född 1622, död 28 maj 1684, Paris, var en fransk hovfunktionär. 
Hon var Première dame d'honneur till Frankrikes drottning Maria Teresia av Österrike mellan 1671 och 1679, och hade samma tjänst hos kronprinsessan mellan 1679 och 1684. 

## Biografi
Anne de Richelieu var dotter till François Poussard, baron de Fors och sieur du Vigean, och Anne de Neufbourg. Hon gifte sig först med François-Alexandre d'Albret, sire de Pons och comte de Marennes (?-1648), och i sitt andra äktenskap 1644 med hertig de Richelieu 26 december 1649.
Hon utsågs till första hovdam hos drottningen 21 november 1671. Hon medverkade till en godare relation mellan drottningen och kungens mätress madame de Montespan. Under den tillfälliga separationen mellan kungen och madame de Montespan år 1675, medverkade hon till en försoning mellan drottningen och Madame de Montespan, för vilket kungen var henne tacksam. Hon vårdade också en god relation till madame de Maintenon. År 1679, inför kronprinsens stundande äktenskap, utsågs hon till första hovdam åt den blivande kronprinsessan på rekommendation av madame de Maintenon. Hon behöll denna tjänst till samma år hon avled. 
Hennes make var älskare till Françoise de Dreux. Under giftmordsaffären (1679-1682) dömdes Françoise de Dreux för mordförsök på Anne de Richelieu. 
Anne de Richelieu finansierade sjukhuset l’hôpital de Richelieu. 